# Université Haigazian
L'université Haigazian (en arménien : Հայկազեան Համալսարան ; en arabe : الجامعة الهايكازيان), est un établissement d'enseignement supérieur privé fondé en 1955 à Beyrouth, au Liban, sous le nom de Collège Haigazian. L'université est soutenue par la communauté évangélique arménienne et a été fondée pour répondre aux besoins de la population arménienne libanaise et est lié à l'Église évangélique arménienne.
Elle propose des programmes conduisant à des diplômes de licence en arts, sciences, ainsi qu'en administration des affaires et en économie, en plus de diplômes de master en arts, sciences et administration des affaires. Tous les diplômes de Haigazian sont reconnus par le gouvernement libanais et par l'Association des collèges et universités internationales. 
L'anglais est la principale langue d'enseignement, bien que certains cours soient proposés en arménien et en arabe. 

## Historique
Elle a été inaugurée en 1955 comme collège Haigazian. Pendant une brève période à partir de 1992, le nom a été modifié en Collège Universitaire Haigazian avant que l'institution n'adopte son nom actuel en 1996.